# IC 3068
IC 3068 ist eine Spiralgalaxie vom Hubble-Typ Sc im Sternbild Jungfrau am Nordsternhimmel. Sie ist schätzungsweise 498 Millionen Lichtjahre von der Milchstraße entfernt.
Das Objekt wurde am 7. Mai 1904 von Royal Harwood Frost entdeckt.